# Association d'athlétisme amateur d'Angleterre
Pour les articles homonymes, voir AAA.

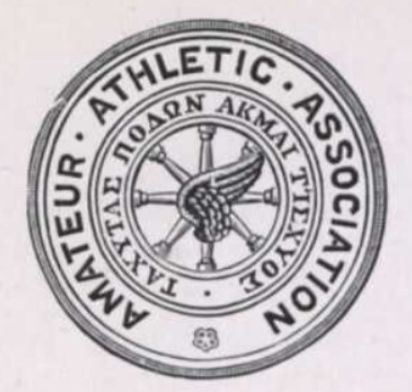
Logo de l'association d'athlétisme amateur d'Angleterre

L'Association d'athlétisme amateur d'Angleterre ou Amateur Athletic Association of England (simplement nommée auparavant Amateur Athletic Association ou AAA), est une association de sport anglaise, fondée le 24 avril 1880. L'association est la plus ancienne fédération dirigeante d'athlétisme au monde.
Dans le passé, cet organisme a géré l'athlétisme au Royaume-Uni. Maintenant, il gère les clubs au niveau régional amateur et aide à développer l'athlétisme amateur dans la seule Angleterre.
Trois hommes de l'Université d'Oxford sont les responsables de la création de l'AAA, Clement Jackson, Montague Shearman et Bernhard Wise. Les premiers championnats de l'AAA ont lieu le 3 juillet 1880 à Lillie Bridge. Madame Marea Hartman est la première femme présidente de l'AAA après son élection en 1991.
Les championnats de l'AAA (généralement considérés comme les championnats d'athlétisme du Royaume-Uni) se déroulent chaque année depuis 1880 (avec deux interruptions dues aux deux conflits mondiaux).